# Timár, Szabolcs-Szatmár-Bereg
Timár  este un sat în districtul Nyíregyház, județul Szabolcs-Szatmár-Bereg, Ungaria, având o populație de 1.406 locuitori (2011). 

## Demografie
Componența etnică a satului Timár
     Maghiari (90,53%)
     Romi (6,19%)
     Ruteni (2,09%)
     Necunoscut (0,45%)
     Români (0,75%)
     Alții (0,45%)
Componența confesională a satului Timár
     Greco-catolici (40,9%)
     Romano-catolici (30,01%)
     Reformați (6,97%)
     Fără religie (2,63%)
     Necunoscută (18,85%)
     Alte religii (1,71%)
Conform recensământului din 2011, satul Timár avea 1.406 locuitori. Din punct de vedere etnic, majoritatea locuitorilor (90,53%) erau maghiari, existând și minorități de romi (6,19%) și ruteni (2,09%). Apartenența etnică nu este cunoscută în cazul a 0,45% din locuitori. Nu există o religie majoritară, locuitorii fiind greco-catolici (40,9%), romano-catolici (30,01%), reformați (6,97%) și persoane fără religie (2,63%). Pentru 18,85% din locuitori nu este cunoscută apartenența confesională.